# Seznam křížových cest v Pardubickém kraji
Seznam křížových cest v Pardubickém kraji obsahuje Křížové cesty dochované i zaniklé. Seznam je řazen podle umístění a nemusí být úplný.

## Seznam
| Křížová cesta     | Fotografie | Galerie                                                                                  | Maximální nadmořská výška (m n. m.) | Délka (km) | Rok         | Okres           | Souřadnice                       |
| ----------------- | ---------- | ---------------------------------------------------------------------------------------- | ----------------------------------- | ---------- | ----------- | --------------- | -------------------------------- |
| Červená Voda (†)  |            |                                                                                          | 730                                 |            | před 1863   | Ústí nad Orlicí | 50°2′18″ s. š., 16°45′28″ v. d.  |
| Česká Třebová     |            | Kategorie „Stations of the Cross Na Horách in Česká Třebová“ na Wikimedia Commons        | 504                                 |            | 19. století | Ústí nad Orlicí | 49°53′40″ s. š., 16°25′9″ v. d.  |
| Čistá             |            |                                                                                          | 385                                 |            | před 1849   | Svitavy         | 49°49′32″ s. š., 16°19′45″ v. d. |
| Dolní Újezd       |            | Kategorie „Stations of the Cross in Dolní Újezd (Svitavy District)“ na Wikimedia Commons | 413                                 |            | 1995        | Svitavy         | 49°49′33″ s. š., 16°15′15″ v. d. |
| Hnátnice          |            | Kategorie „Stations of the Cross in Hnátnice“ na Wikimedia Commons                       | 375                                 |            |             | Ústí nad Orlicí | 50°0′57″ s. š., 16°26′38″ v. d.  |
| Horákova kaple    |            | Kategorie „Stations of the Cross (Horákova kaple)“ na Wikimedia Commons                  | 445                                 |            |             | Ústí nad Orlicí | 49°58′55″ s. š., 16°29′12″ v. d. |
| Horní Čermná      |            | Kategorie „Stations of the Cross in Mariánská hora“ na Wikimedia Commons                 | 500                                 |            | 1886        | Ústí nad Orlicí | 49°57′38″ s. š., 16°35′20″ v. d. |
| Jaroměřice        |            | Kategorie „Stations of the Cross in Jaroměřice“ na Wikimedia Commons                     | 435                                 |            |             | Svitavy         | 49°37′15″ s. š., 16°45′4″ v. d.  |
| Jelínek u Poličky |            | Kategorie „Křížová cesta k Jelínku“ na Wikimedia Commons                                 | 606                                 |            | 2015        | Svitavy         | 49°41′33″ s. š., 16°15′30″ v. d. |
| Koclířov          |            | Kategorie „Stations of the Cross (Koclířov)“ na Wikimedia Commons                        | 515                                 |            | 1856        | Svitavy         | 49°45′56″ s. š., 16°32′24″ v. d. |
| Lezník (†)        |            |                                                                                          | 533                                 |            |             | Svitavy         | 49°44′39″ s. š., 16°18′5″ v. d.  |
| Moravská Třebová  |            | Kategorie „Chapels on Křížový vrch (Moravská Třebová)“ na Wikimedia Commons              | 405                                 |            | 1723        | Svitavy         | 49°45′27″ s. š., 16°40′22″ v. d. |
| Nové Hrady        |            | Kategorie „Stations of the Cross (Nové Hrady)“ na Wikimedia Commons                      | 435                                 |            | 1767        | Ústí nad Orlicí | 49°51′14″ s. š., 16°8′33″ v. d.  |
| Ústí nad Orlicí   |            | Kategorie „Stations of the Cross in Ústí nad Orlicí“ na Wikimedia Commons                | 450                                 |            | 1755, 1853  | Ústí nad Orlicí | 49°57′54″ s. š., 16°23′9″ v. d.  |